# Mach Storm
Mach Storm est un jeu d'arcade du type simulateur de vol de combat développé par Project Aces et édité par Bandai Namco Games en décembre 2013. La borne d'arcade est une cabine de taille imposante équipée d'un écran panoramique incurvé (appelé POD, pour Panoramic Optical Display),.